# Мимовільна стриманість
Мимові́льна стри́маність (англ. incel, incelhood, inceldom) — неможливість установлення інтимних стосунків із причин, відмінних від усвідомленої стриманості. Термін використовується стосовно дорослих, які, попри бажання сексу, мають невеликий сексуальний досвід, або не мають такого взагалі.

## Визначення
Людині, що мимовільно стримується, не вдається почати або підтримувати сексуальні стосунки, не зважаючи на бажання їх мати. Вона може страждати від самоти і помилково вважатися гомосексуалом, який приховує свою сексуальну орієнтацію (хоча гомосексуали теж можуть піддаватися мимовільній стриманості). Причиною може бути нестача сексуальної привабливості, релігія, дискримінація, соромливість, бідність, недостатні навички спілкування, любовна сором'язливість, соціальна ізоляція або закон.
Немає єдиної думки щодо того, з якого моменту звичайна стриманість перетворюється на мимовільну. Деякі люди відносять себе до мимовільно стриманих лише тому, що не перебувають на цей час у жодних романтичних стосунках із протилежною статтю, не зважаючи на те, що такі стосунки в них були в недалекому минулому, і, ймовірно, будуть знову в майбутньому. Критики цієї точки зору пропонують позначати такий стан речей словом «вільний (вільна)», що, на відміну від мимовільної стриманості, є поширеним явищем.

## Дослідження
Теми мимовільної стриманості торкнулося дослідження психолога Браяна Джилмартіна, що вивчив 300 чоловіків від 18 до 50 років, які продовжували залишатися незайманими, не зважаючи на бажання мати статеві стосунки. Причиною цього була їхня хронічна сором'язливість у спілкуванні з протилежною статтю. За словами Джилмартіна, через особливості гендерних ролей, мимовільна стриманість через сором'язливість зустрічається майже виключно в гетеросексуальних чоловіків, але не в жінок або гомосексуалів. Вона може приводити до депресії, психічних розладів, антисоціальної поведінки і самогубства. Джилмартін відзначив, що «приблизно 40 % випадків сильної боязкості в коханні серед чоловіків відповідає діагнозу синдром Аспергера», але цей висновок розкритикували.
Ще одне дослідження в 1998—2001 роках провели Деніс Доннеллі й Елізабет Бурджесс із Державного університету штату Джорджія. Результати було опубліковано в 2001 році в журналі «Journal of Sex Research», який видається Товариством наукового вивчення сексуальності. У ньому брали участь 60 чоловіків і 22 жінки, які, усупереч бажанню, не мали сексу протягом шести або більше місяців. Досліджуваних умовно поділили на три групи — «незайманих» (ніколи не мали сексу), «самотніх» (які мали певний досвід у минулому, але не мали можливості займатися сексом наразі через самотність) і «сімейних» (які перебували в партнерстві без статевих стосунків). Дослідники виявили, що в незайманих і самотніх проблеми в переважній більшості випадків зростали ще з підліткового віку — більшість страждала через низьку самооцінку і сором'язливість і не мала в юності романтичних стосунків. Автори вказують, що в сучасному суспільстві в стосунки заведено вступати вже в старшому підлітковому віці, потім настає час експериментування, і тільки після цього доходять до довгострокового, сексуально-активного партнерства. Запізнення зі вступом у стосунки й початком статевого життя неминуче створює проблеми. За словами Доннеллі, «у певний момент стриманість стає відхиленням». «Самотні», в яких був досвід, також зазначали, що їхні минулі стосунки були невдалими й залишили погані спогади. «Сімейні» відрізнялися від двох перших груп тим, що не мали в минулому таких проблем — їхні стосунки починалися нормально, але поступово статеве життя в шлюбі погіршувалось і зовсім зникало, а мати секс на стороні вони в силу різних причин не бажали. Автори дослідження зазначають, що мимовільна стриманість може призвести до злості й депресії. Дослідження також було включено до збірника освітньої літератури.

## Критика
Існує суперечка щодо використання слова «мимовільна». Адже небажання користуватися послугами повій з етичних причин, або з міркувань законності, може вважатися добровільною стриманістю, хоча в такому випадку до добровільної стриманості можна зарахувати також і небажання зґвалтувати представника протилежної статі. Аналогічно, важко сказати, чи є мимовільною стриманістю неможливість протягом довгого часу мати статеві стосунки через надмірно завищені вимоги до потенційного партнера. Велика частина експертів в області психології не визнає існування мимовільної стриманості, вважаючи це за маргінальну теорію, з цього питання майже немає статистики й даних.

## Сприятливі чинники
Причиною мимовільної стриманості можуть стати соціально-економічні фактори, такі, як безпритульність і бідність. До цього належать і деякі інші фактори — наприклад, судимість, захворювання на ВІЛ і традиції деяких релігій. Дискримінація також може бути істотним фактором, що призводить до мимовільної стриманості через несхвалення обраного партнера родиною і друзями, особливо коли цей партнер належить до іншої раси, національності, віросповідання і/або громадянства.
Мимовільна стриманість може також ставати хронічною (тривати до кінця життя людини) через когнітивні упередження і/або заперечливі лінії поведінки, таких, наприклад, як навчена безпорадність або схильність до співвідношення. Навчена безпорадність постає, коли після неодноразових відмов людина схиляється до думки, що всі інші потенційні кандидатури також її обов'язково відкинуть. Будь-який сигнал інтересу буде пропущено, навіть коли об'єкт симпатії явно виявляє зацікавленість. Схильність до співвідношення може призвести до того, що людина буде вважати себе обмеженою або неприємною іншим, коли отримує відмову в будь-якій формі, замість того, щоб спробувати пояснити поведінку людей з точки зору ситуації й часу. Наприклад, вона може дійти висновку, що не має почуття гумору лише тому, що касирові в супермаркеті не сподобався її жарт, хоча для цього може існувати маса інших причин — у касира був поганий день чи настрій або життєві проблеми. Такі когнітивні помилки поширені серед усіх людей і не є симптомами психічного розладу. На симптоми мимовільної стриманості може впливати тривожний розлад особистості, позаяк людина з такою проблемою може уникати спілкування.